# 튀르키예즈 온 더 블럭
《튀르키예즈 온 더 블럭》은 2021년 6월 18일부터 시작한 스튜디오 와플의 유튜브 콘텐츠이다. 스튜디오 와플이 제작한 유튜브 콘텐츠이며, 이용진의 토크쇼 웹예능이다. 같은 계열사의 프로그램인 유 퀴즈 온 더 블럭을 패러디 했으며, B급 맞춤의 콘텐츠로 재구성하였다.
이름을 따 온 터키가 2022년 튀르키예로 이름을 바꿈에 따라, 이전 이름 '터키즈 온 더 블럭'에서 '튀르키예즈 온 더 블럭'으로 이름을 바꾸었다.

## 진행방식
콘텐츠들의 방향성은 초저예산 길바닥 토크쇼이다. 이용진의 부캐인 '터키 아이스크림 아저씨'가 섭외한 게스트들을 우연히 만난척하는 연출을 보여주면서 토크쇼가 진행이 된다. 혹은 가끔씩 길에서 만난 사람들과 갑작스레 인터뷰를 진행하기도 한다. 기본적으로 디스에 가까운 토크로 진행을 하고 마지막에 터키에 관한 퀴즈를 내면서 마무리를 맺는다. 문제들을 통해 자연스럽게 터키에 관한 지식까지 쌓게 되는 유튜브 콘텐츠이다.

## 특징
게스트에 따라서 달라지는 대화 수위와 욕설까지 나오는 자유로운 웹예능이다. 과거 다른 콘텐츠인《괴릴라데이트》와 비교해보면 개그코드도 더 유연해지고 대화수위도 좀 더 낮다. 제일 두드러지는 특징으로는 토크에 대한 제한이 거의 없는 가식없고 솔직한 토크쇼이다. 이 점이 '터키즈 온 더 블럭'을 보는 시청자와 게스트들이 이끌리는 점이다.
방영분 중에는 게스트가 안 웃겨도 MC인 이용진이 활약할 뿐만아니라 PD와 작가의 호응과 웃음소리로 채울 수 있는 콘텐츠이다.
또한 PPL을 다른 콘텐츠들과 다르게 게스트가 신곡홍보를 하고있을 때 이것을 배경음악으로 삼고서 광고를 한다는 점이다. 혹은 어색할 수 있는 PPL상황을 오히려 갑작스러우면서도 솔직하게 보여준다.

## 에피소드
| 회차     | 방영일 | 제목                                                                                    | 게스트                 |
| -------- | ------ | --------------------------------------------------------------------------------------- | ---------------------- |
| 프롤로그 | 06.11  | 유퀴즈랑 한 글자만 다릅니다. 〈터키즈 온 더 블럭〉 (feat.공혁준과..)                    | X                      |
| 1        | 06.18  | 게임은 머니 머니 해도 사육게임? 공혁준 집에서 토크~ 토크~ (ft.산범)                     | 공혁준                 |
| 2        | 06.25  | MSG워너비 정기석, 오늘은 MTG 쌈디? 역대급 맛탱이 간 토크                                | 사이먼 도미닉          |
| 3        | 07.02  | 절친 이용진도 감당하기 힘든 매운맛 🔥신기루🔥 자칭 토크깡패 사랑깡패 현역깡패(?) 현정씨 | 신기루                 |
| 4        | 07.09  | 하카소❤츄카피 결혼 소식을 (하필) 터키즈에서...? 최초! 독점! 단독! 1호!?                 | 하준수, 안가연         |
| 5        | 07.16  | 대한민국 개그도 디스각? '디스 전문 래퍼 비프리' 이용진한테 탈탈 털림ㅋ                  | 비프리                 |
| 6        | 07.23  | 킹받게 귀여운 ❤미노이❤ 귀여워서 깨물어 죽... 1... fun... 했습니다                       | 미노이                 |
| 스페셜   | 07.27  | 퇴근길에 굉장한(?) 일반인을 만났습니다... 스페셜 토크~ 토크(?)                          | 주디                   |
| 7        | 07.30  | 곽두룹인지 뚜러뻥인지 모든 게 가짜인 사나이... 꽈뚜룹 편                                | 꽈뚜룹                 |
| 8        | 08.06  | 덕자한테 별풍선 대신 마취총 쏠 뻔 했습니다ㅋ                                            | 덕자                   |
| 9        | 08.13  | 통편집될 뻔했던 편 (겨우) 심폐 소생했습니다... 미키광수 & 이부호 편                     | 미키광수, 이부호       |
| 10       | 08.20  | 푸드코트인지 큐알코드인지 귀 큰 애 (코드쿤스트) 만나고 왔습니다. 귀키즈 온 더 블럭      | 코드 쿤스트            |
| 11       | 08.27  | 오디오 안 비는 이영지... 울대 치고 싶었습니다...                                        | 이영지                 |
| 12       | 09.03  | 매운맛에서 춘장맛으로 뒤바뀐(?) 퀸와사바리 편♨                                          | 퀸와사비               |
| 13       | 09.10  | 패왕색과 패왕별희... 한 편의 영화(?) 같은 커플 만나고 왔습니다! 현아&던 편              | 현아, 던               |
| 14       | 09.17  | 킹반인 주디, 남자친구 끌고 나왔습니다, 주디❤️미스터 차 편                               | 주디, 미스터 차        |
| 15       | 09.24  | 또 묶여서 나온(?) 정관보이즈 양배차&신규진&최우선 편                                    | 양배차, 신규진, 최우선 |
| 16       | 10.01  | 오디오 안 비는 랄랄... 달팽이관 터질 뻔 했습니다...                                     | 랄랄                   |
| 17       | 10.08  | 드디어 그녀가 터키즈에... 오늘부터 우리는 풍댕이... 풍자 편                             | 풍자                   |
| 18       | 10.15  | 녹화 내내 변기만 찾는 쥐젖❤️망둥어, 강재준 이은형 부부 편                               | 강재준, 이은형         |
| 19       | 10.22  | 작업실에서 비트만 쪼개다가 터키즈에서 실실 쪼개기만 한 기리보이 편                      | 기리보이               |
| 20       | 10.29  | 터키즈가 뭔지도 모르고 등 떠밀려서 나온 씨엘(CL)편                                      | CL                     |
| 21       | 11.05  | JYP 나온 거보다 터키즈 나온 게 더 좋다는 전소미 편                                      | 전소미                 |
| 22       | 11.12  | 제깟 게 뭐라고 3번 튕기다가 드디어 나왔습니다 김용명 편                                 | 김용명                 |
| 23       | 11.19  | 트둥이 출연에 입꼬리 우주정거장까지 올라간 터키둥이 이용진... 트와이스 편               | 트와이스               |
| 24       | 11.26  | 빽(back)에만 있다가 싸이코로 환승한(?) 슬기롭고 놀라운 tvN PD 편                        | CJ ENM PD              |
| 25       | 12.03  | ENFP vs ISFP 계속 같이 해도 될까요? 파국의 다비치 편                                    | 다비치                 |
| 26       | 12.10  | 정답 맞힐 생각은 안 하고 '아버지~만 외쳐대는 썩은 키위 송민호 편                        | 송민호                 |
| 27       | 12.17  | 제깟 게 뭐라고 전화 200통 넘게 쌩까다가 드디어 나왔습니다... 본방상수 정상수 편         | 정상수                 |
| 28       | 12.24  | 남자 INFP 여자 INFP가 만났을 때? INFP의 모든 것... 인프피 화사 편                       | 화사                   |
| 29       | 12.31  | [ASL암] 이제 하다하다 엄마까지 뫼셨습니닭ㅋㅋㅋㅋㅋㅋㅋㅋㅋㅋㅋㅋㅋ 순자엄마 편         | 순자엄마               |

| 회차 | 방영일 | 제목                                                                         | 게스트         |
| ---- | ------ | ---------------------------------------------------------------------------- | -------------- |
| 30   | 01.07  | 조나단 너.......... 좀 거시기하다잉.......... 광주 왕자 조나단 편            | 조나단         |
| 31   | 01.14  | 신인상 미주에게 밥상 차려드렸습니다... 미주 편                               | 미주           |
| 32   | 01.21  | 예능 한 바퀴 다 돌고 단물 빠질 대로 빠진... 질릴 대로 질린... 가비&시미즈 편 | 가비, 시미즈   |
| 33   | 01.28  | 이용진이랑 의형제 맺고 뒤지게 뚜드러 맞은 곽튜브 끄박준빈 편                 | 곽튜브         |
| 34   | 02.04  | 사시미칼 들고 나와서 톤으로 토크 조져버린(?) 수빙수 편                       | 수빙수         |
| 35   | 02.11  | 하도 버럭하는 바람에 이용진 고막 터지게 만든 오킹도킹 편                     | 오킹           |
| 36   | 02.18  | 꼴값 떨고 남 연애 참견하다가 이용진의 참한 犬 돼버린 주우재 편               | 주우재         |
| 37   | 02.25  | 랩하고 싶은데 예능만 하고 있는(?) 귀신 들린 울버린 래퍼 쿠기 편              | 쿠기           |
| 38   | 03.04  | 몸쓰는 그녀(?) 때문에 이용진 기 빨려서 촬영 중단할 뻔한 에나스쿨 편          | 에나스쿨       |
| 39   | 03.11  | 토크는 개뿔... 개인기만 오천만 개 선보인 주현영 편                           | 주현영         |
| 40   | 03.25  | 준코에서 이팍이랑 원소주 마신 썰 풉니다... 박재범 편                         | 박재범         |
| 41   | 04.01  | 아... 이용진도 SM이었지... NCT DREAM 편                                      | NCT DREAM      |
| 42   | 04.08  | 종일 신세한탄만 하다 간 장기가 아래에 달린 장기하 편                         | 장기하         |
| 43   | 04.15  | 벚꽃은 떨어지는데 개인기는 안 떨어지는 오마이걸 효정&승희 편                 | 효정, 승희     |
| 44   | 04.22  | 야심차게 예능 나왔다가 연기나 하기로 결심하고 간... 천우희 편                | 천우희         |
| 45   | 04.29  | 옆집에서 인터뷰하는 분 데려다 낱낱이 털어봤습니다.. 제시 편                  | 제시           |
| 46   | 05.06  | 잘 나갈 때 부르고 싶어서 이제야 불렀습니다 바퀴입 대스타 뱃사공 편           | 뱃사공         |
| 47   | 05.13  | 왕자님 취급 받다 이런 대접은 처음이라는 16세 잼민이 정동원 편                | 정동원         |
| 48   | 05.20  | 100만 구독자는 니들 사정이라는.. 하다하다 커피 광고하러 나온 배우 이동욱편   | 이동욱         |
| 49   | 05.27  | 애로 부부인 줄 알고 나왔다가 루머만 잔뜩 안고 간 인소 부부 소이현X인교진 편  | 소이현, 인교진 |
| 50   | 06.03  | '괴'같은 그 녀석 등장! 촬영 내내 '괴'소리만 가득했던 이진호 편               | 이진호         |
| 51   | 06.10  | 손 하나로 남자의 인생을 '좌지우지'하는 신의 손 꽈추형 편                     | 홍성우         |

## MC

### 이용진
SBS 공채 7기 개그맨으로서 2004년 SBS《웃음을 찾는 사람들》로 데뷔하였다. SBS《웃찾사》의 코너인 '웅이아버지'로 활동하며 2008년 이진호, 양세찬과 '웅이네'로 앨범을 발매하며 가수로도 활동하였다. 현 《튀르키예즈 온 더 블럭》에서 이용진의 부캐인 '터키 아이스크림 아저씨' 캐릭터로 진행하는 유쾌한 토크쇼를 진행해나가고 있다.

## 게스트
| 회차 | 게스트                 | 소개 |
| ---- | ---------------------- | --- |
| 1    | 공혁준                 | 전직 하스스톤 프로게이머이다. 현재 인터넷 방송인으로 활동하고 있고, 2021 진용진의 머니게임에 출연하며 인지도가 높아지는 계기가 되었다. |
| 2    | 사이먼도미닉           | 언더그라운드 최고의 루키 시절부터 화제의 Supreme Team 활동을 지나 AOMG의 공동 대표에서 다시 아티스트의 자리로 돌아온 현재까지의 긴 시간 동안 흔들림 없이 정상의 자리를 지켜오며 꾸준히 대중들의 사랑을 널리 받아온 힙합씬의 상징적인 아티스트이자 아이콘이다. |
| 3    | 신기루                 | 2005년 KBS 특채로 데뷔하여, 폭소클럽과 개그콘서트에서 활동을 이어오다가 최근 터키즈에 출연하여 인지도가 높아지면서 나혼자 산다 등에 출연하게 되었다. |
| 4    | 하준수,안가연          | 하준수는 2014년 코미디 빅리그로 데뷔를 하였고, 안가연은 2013년 코미디 빅리그로 데뷔를 하였으며 현재는 웹툰작가로 활동중이다. |
| 5    | 비프리                 | 2009년 EP 앨범 [자유의 뮤직]으로 데뷔하였고 래퍼 겸 프로듀서로 활동중이다. |
| 6    | 미노이                 | 2019년 싱글 앨범 [너답기기안 (너의 답장을 기다리다가 기분이 안좋아졌어)]으로 데뷔하여, 싱어송라이터로 활동중이다. 특유의 보이스 컬러가 돋보이면서 미노이의 요리조리라는 유튜브 콘텐츠를 통해서 더욱 인지도를 높여가고 있다. |
| 7    | 꽈뚜룹                 | 본명은 장지수로 샌프란시스코에서 온 미국인 컨셉으로 유튜브, 트위치 등의 인터넷 방송을 하던 유튜버였고, 현재는 컨셉을 버리고 자신의 본 모습으로 유튜브 활동을 이어나가고 있다. |
| 8    | 덕자                   | 본명은 박보미로 덕자라는 이름으로 아프리카 TV BJ와 유튜브 크리에이터로 활동을 이어나가고 있다. 귀농, 일상등의 콘텐츠들로 방송을 하고있다. |
| 9    | 미키광수, 이부호       | 미키광수는 본명 박광수로 2005년 SBS 웃찾사로 데뷔를 하여 현재는 코미디 빅리그에서 징맨으로 활동중이다. 이부호는 본명 이복동으로 개그맨으로 활동을 하였다. |
| 10   | 코드쿤스트             | 여러 장르를 넘나드는 독보적인 작곡 실력은 단순 힙합 장르 팬뿐 아니라 다양한 청중들을 만족시킨다. 누구보다 일상적인 소리를 잘 담아내는 그의 음악이지만, 누구나 들어도 단번에 그의 작품임을 알 수 있을 만큼 확고한 색을 띠며 인정받고 있다. |
| 11   | 이영지                 | 현재 래퍼로 활동하고 있으며, 《고등래퍼 3》에서 우승을 하면서 이영지만의 매력적인 음색을 보여주면서 인지도가 점차 높아졌다. 그 후 다양한 방송사 프로그램들에 출연을 하면서 특유의 재치와 유머들의 모습으로 사람들에게 더욱 다가갔다. |
| 12   | 퀸와사비               | 굿걸에 출연하며 '안녕, 쟈기?'라는 곡으로 인지도를 높여갔고, 꾸준하게 앨범을 발매하고 유명한 아티스트들과도 콜라보를 하며 활발하게 활동중이다. |
| 13   | 현아, 던               | 현아는 2007년 걸그룹 원더걸스로 데뷔하여 동년 탈퇴 후 2009년 데뷔한 걸그룹 4minute으로 2016년까지 활동하였다. 2010년 <Change>로 솔로 데뷔 후 그룹 활동을 하면서 꾸준히 솔로로 앨범 작업을 병행하였고, 소속사 동료들과 유닛 활동을 이어나갔고 현재는 현아&던의 소속그룹 멤버로 활동중이다. 던은 보이그룹 펜타곤과 유닛 트리플 H 의 전 멤버로 펜타곤 내에서 활동 당시에는 메인래퍼, 보컬을 담당했었다. 소속사를 피네이션으로 옮기면서 예명을 이던(E'DAWN)에서 던(DAWN)으로 변경하였다. |
| 15   | 양배차, 신규진, 최우선 | 양배차는 2014년 코미디 빅리그로 데뷔를 하여 특이한 웃음소리를 내면서 다양한 코너마다 자신의 캐릭터를 드러낸다. 신규진은 2017년 코미디 빅리그로 데뷔를 하였고, 사투리를 쓰는 캐릭터를 통해서 존재감을 톡톡히 드러내고 있다. 최우선은 2017년 코미디 빅리그로 데뷔를 하여 연기를 못하는 연기를 하면서 어정쩡한 말투로서 독특한 캐릭터로 존재감을 보여주고 있다. |
| 16   | 랄랄                   | 과거 아프리카TV BJ로 활동하다가 2021년 12월 28일 이후부터는 유튜버로만 활동중이다. 다양한 썰들을 가지고서 그녀만의 재치있는 입담으로 사람들을 더욱 모으게한다. 그만큼 큰 존재감을 드러낸다. |
| 17   | 풍자                   | 트랜스젠더 유튜버 그리고 BJ로 활동중이다. 2019년부터 자신의 경험을 바탕으로 한 썰의 유튜브 영상들이 페이스북에서 큰 관심을 받게 되었고 이를통해 점점 인지도를 높여나갔다. |
| 18   | 강재준, 이은형         | 강재준과 이은형은 2008년, 2006년 SBS 공채 10기로 데뷔하여 극단시절부터 사귀다가 계속해서 현재는 결혼 후 그들의 스토리로 현재는 유튜브 활동을 이어나가고 있다. |
| 19   | 기리보이               | "《You Look So Good To Me》"로 데뷔하여 이후 많은 화제를 불러일으키고 ‘I4P 개인 옷 브랜드도 설립하여 많은 이익을 얻고있다. |
| 20   | CL                     | 걸 그룹 2NE1의 리더였다. 대표곡으로는 "나쁜 기집애", "멘붕", "hello bitches" 등이 있다. |
| 21   | 전소미                 | 2015년 트와이스를 뽑는 서바이벌 프로그램인 SIXTEEN에서 탈락한 뒤, 2016년 엠넷 주관 서바이벌 프로그램인 《PRODUCE 101》에 출연해 종합 1위를 차지해 최후의 11인에 들어 걸 그룹 아이오아이의 멤버로 활동했다. 그 이후 소속사를 JYP 엔터테인먼트에서 더블랙레이블로 이적 후 2019년 6월 13일에 솔로로 데뷔했다. |
| 22   | 김용명                 | 2004년 웃찾사로 데뷔하였다. 방어형 개그에 매우 능한편이여서 개그 코너에서 이런 특징들이 두드러지게 나오는 캐릭터로 존재감을 더욱 드러내고 있다. |
| 23   | 트와이스               | JYP엔터테인먼트 소속의 9인조 다국적그룹이다. 2015년 10월 20일에 데뷔했고, 한국인 5명, 일본인 3명, 대만인 1명으로 구성되어 있다. |
| 25   | 다비치                 | '다(모두)+비치다'에서 따온 말로 세상을 노래로 다 비추겠다는 이름이다. 여성보컬듀오이며 음원강자 중 하나이다. |
| 26   | 송민호                 | 가수 겸 래퍼이자 YG엔터테인먼트 소속 4인조 보이그룹 WINNER의 멤버이다. 쇼미더머니 4 이후부터 꾸준한 노력으로 래핑 또한 국힙 래퍼들 사이에서 상위권의 반열에 올랐고 현재는 flow도 다양하여 듣는 재미가 있는,국힙의 트랜드를 이끌어가는 래퍼로 알려져 있다. |
| 27   | 정상수                 | 2005년에 발매된 '탑 플라이트'라는 프로듀서 팀의 앨범에 피쳐링으로 여러 곡에 참여한 것이 공식적인 활동을 시작했다. |
| 28   | 화사                   | 대한민국의 4인조 걸그룹 마마무의 멤버이며, 보컬과 랩을 담당하고 있다. 가창력이 뛰어나고 감미로운 음색을 갖고 있으며, 강약 조절, 다양한 창법 구사를 하여 더욱 인기를 이끄는 가수이다. |
| 29   | 순자엄마               | 아들이 채널운영과 영상 기획과 편집등을 하고 순자엄마라는 호칭으로 다양한 몰카와 일상들을 보여주는 콘텐츠들로 유튜브 활동을 이어나가고 있다. |

| 회차 | 게스트         | 소개 |
| ---- | -------------- | --- |
| 30   | 조나단         | KBS 인간극장 [콩고왕자 가족 편]으로 출연하면서 이후 2019년 라디오스타에 출연하게 되며 인지도가 더욱 높아졌다. |
| 31   | 미주           | 러블리즈의 멤버로 2018년도 이후서부터 여러 예능프로그램들에 다수 출연을 하면서 예능인으로서도 인지도를 더욱 높여나갔다. |
| 32   | 가비, 시미즈   | 가비와 시미즈는 댄스 크루 LACHICA(라치카)에 리더와 멤버로서 소속되어 있으며, 스트릿 우먼 파이터에 출전하여 대중들에게 이름을 알렸다. |
| 33   | 곽튜브         | 2018년 10월 23일부터 아제르바이잔에 관한 영상을 시작으로 현재는 여행과 먹방 유튜버이다. |
| 34   | 수빙수         | 유튜브를 중심으로 활동하는 크리에이터. 해산물을 요리하고 먹방하는 유튜버다. 기본적으로 해산물을 손질하고 요리를 한 다음 술과 함께 먹방을 하는 컨텐츠를 제작한다. |
| 35   | 오킹           | 트위치와 유튜브에서 활동하는 인터넷 방송인이다. 2018년 여름부터 IRL과 국토대장정, 러스트 합방, 기부 등으로 인지도를 넓히며 토크 전문 스트리머로 전향하면서 1년만에 트위치 팔로워 20만 명을 달성하며 급성장했다. |
| 36   | 주우재         | 2013년에 모델로 데뷔하였고, 2015년에 유세윤의 '우리 싸웠어', '중 2병' 뮤직비디오에 출연하면서 방송인으로서 활동을 시작했다. 이후 문제적 남자에서 주목받기 시작하며 여러 프로그램에 섭외되고 예능에서 활발한 활동을 보이고 있다. |
| 37   | 쿠기           | 2018년 3월, 싱글 [HBK (Feat. Ted Park)]와 EP [Coding Black]로 혜성처럼 씬에 나타난 쿠기 (Coogie)는 힙합 서바이벌 프로그램 <Show Me The Money 777>에서 실력파 래퍼로서 대중들에게 강렬한 인상을 남겼다. |
| 38   | 에나스쿨       | 본명은 황신영으로 KBS 공채 28기 코미디언이자 유튜버이다. 가족과 함께하는 건전한 일상개그 콘텐츠들로 활동중이다. |
| 39   | 주현영         | 기존에 선배 연기자들에 의해 미처 캐치된 바가 없던 새로운 형식의 캐릭터 '주기자'를 연기하면서 희극 배우로서의 인지도도 급상승 하게 된다. |
| 40   | 박재범         | 화려한 데뷔와 홀로서기, 레이블 AOMG와 H1GHR MUSIC의 설립과 활약, 끊임없이 쏟아내는 다양한 작업물과 피처링 활동, 한국 대중음악상 ‘올해의 음악인상’과 '최우수 알앤비&소울 음반상’ 수상, 한국 힙합 어워즈 ‘올해의 아티스트’ 3회 수상, 각종 인기 예능 및 국내외 음악 경연 프로그램에 멘토로 출연 등 박재범은 지난 10여 년간 한순간도 퇴보하지 않고 국내 힙합씬 및 대중음악 분야에서 가장 영향력 있는 아티스트 중 한 명으로 손꼽혀왔다. |
| 41   | NCT DREAM      | NCT DREAM은 2016년 8월 25일 데뷔한 SM엔터테인먼트 소속 7인조 다국적 보이그룹[5]이며, NCT에서 세 번째로 데뷔한 유닛이다. 10대 멤버들로 이루어진 청소년 연합팀으로 데뷔했으며, “10대들에게 꿈과 희망을, 성인들에게는 힐링을” 주는 것을 포부로 하는 그룹이다. |
| 42   | 장기하         | 밴드 장기하와 얼굴들의 보컬이자 리더로 2008년부터 2018년까지 활동했으며, 2022년 현재는 솔로 싱어송라이터 활동중이다. |
| 43   | 효정, 승희     | 효정은 WM엔터테인먼트 소속 6인조 걸그룹 오마이걸의 리더이자 맏언니이다. 승희는 이 오마이걸의 멤버이다. |
| 44   | 천우희         | 강형철 감독의 영화 《써니》에서의 강렬한 연기로 주목받은 후, 청룡영화상 여우주연상을 수상한 독립영화 《한공주》와 제69회 칸 영화제 비경쟁 부문에 초청된 나홍진 감독의 영화 《곡성》 등으로 스타덤에 올랐다. |
| 45   | 제시           | 2015년도 언프리티랩스타로 인지도를 높여가면서 활발하게 활동을 이어나갔다. 여러 예능 프로그램에 다수 출연하면서 더욱 인기를 높여갔다. |
| 46   | 뱃사공         | 언더그라운드 래퍼로 리짓 군즈 크루 소속이다. |
| 47   | 정동원         | 2018년 전국노래자랑에 출연하였고, 2019년 영재발군단에 소개되면서 다재다능 트롯트 아이돌로 이름을 알렸으며, 2020년 내일은 미스터트롯에 출연하면서 더욱 인지도와 인기를 동시에 높여나갔다. |
| 48   | 이동욱         | 1999년 V-NESS 전속 모델 선발 대회에서 대상을 수상하며 연예계에 입문했고 같은 해 단막극 《베스트극장 - 길 밖에도 세상은 있어》를 통해 연기자로 정식 데뷔했다. |
| 49   | 소이현, 인교진 | 소이현은 2001년 슈퍼모델 선발대회 출신 배우로 2005년 드라마 《부활》을 통해 극중 당찬 여기자 이강주 역을 맡으면서 대중들에게 자신의 존재감을 알렸다. 이후 주·조연 등 역할을 가리지 않고 활발한 활동을 하고 있다. 인교진은 데뷔 이후 2011년까지 도이성(陶伊成)이라는 예명으로 활동하다가 2012년에 소속사를 옮기면서 본명으로 활동하고 있다.                                                                                         |
| 50   | 이진호         | 데뷔 이후 2011년까지 도이성(陶伊成)이라는 예명으로 활동하다가 2012년에 소속사를 옮기면서 본명으로 활동하고 있다. |
| 51   | 홍성우         | 비뇨의학과 의사이자 유튜버로 활동중이다. |